# Paraphonus
Paraphonus is een geslacht van rechtvleugeligen uit de familie krekels (Gryllidae). De wetenschappelijke naam van dit geslacht is voor het eerst geldig gepubliceerd in 1928 door Hebard.

## Soorten
Het geslacht Paraphonus omvat de volgende soorten:
- Paraphonus cophus Hebard, 1928
- Paraphonus vicinus Chopard, 1956